# Name and shame
La locution en anglais name and shame (litt. « nommer et couvrir de honte »), traduite par mise au pilori, désigne le fait de « déclarer publiquement qu'une personne, un groupe ou une entreprise agit de manière fautive ». Cette pratique, à l'échelle nationale ou internationale[réf. nécessaire], est fréquemment appliquée pour dénoncer des atteintes aux droits de l'homme.

## Principe
Le naming and shaming à l'encontre de certains gouvernements a pu concourir à améliorer le respect des droits humains,,,. Certains experts étudient si cette pratique a procuré les effets recherchés,,.
En France, la locution est employée telle quelle ; Europe 1 la définit comme l'action de « montrer du doigt une entreprise ou une personne qui se serait mal comportée, et la livrer ainsi au jugement populaire ». D'après Marianne, « les réseaux sociaux ont décuplé l'effet name and shame, jusqu'à se transformer en tribunaux populaires ».

## Exemples
Désigner des personnes ou des sociétés, dans l'objectif de les embarrasser, peut s'inscrire dans une stratégie publique pour encourager le respect des obligations légales ou pour inciter à réparer une fraude.
- Au printemps 2009, au Royaume-Uni, le journal The Daily Telegraph publie l'identité de « députés et ministres qui ont bénéficié de remboursements pour des dépenses non professionnelles », ce qui a conduit à des démissions ; 390 députés ont dû rembourser les sommes perçues[11].
- En 2010, le gouvernement britannique instaure un programme pour « citer les entreprises qui ne versent pas le salaire minimum à leurs employés », dans l'objectif de sensibiliser les sociétés quant à cette obligation légale et de dissuader les employeurs qui seraient tentés de violer la loi[12].
- En 2018, le département des Affaires, de l'Énergie et des Stratégies industrielles déploie un plan pour dénoncer les employeurs qui ne s'acquittent pas des frais fixés par l'employment tribunal (en), afin de fragiliser leur réputation[13], après la publication d'un rapport pointant les impayés[14].
- France Info qualifie de pratique du name and shame la publication, en février 2020, par le gouvernement français du « nom de sept entreprises françaises, soupçonnées de discrimination à l'embauche »[15].
- En 2020 en France, le site du ministère du Travail affiche la liste nominative des entreprises de plus de 1 000 salariés en précisant leur score en termes d'égalité professionnelle femmes-hommes[16].

## Réappropriation de la pratique avec les réseaux sociaux[pasclair]
Début 2021, la presse en France mentionne la prolifération de comptes sur les réseaux sociaux (notamment Instagram) : Balance ton cabinet, Balance ta start-up, Balance ton agency, où des employés ou ex-employés dénoncent des pratiques du travail peu éthiques ou illégales dont ils s'estiment victimes,.

### Intraliens
- Cancel culture